# Max Maercker
Max Maercker (* 25. Oktober 1842 in Calbe a/S.; † 19. Oktober 1901 in Gießen) war ein deutscher Agrikulturchemiker.

## Leben
Maercker ist ein Sohn des Richters und späteren preußischen Justizministers Karl Anton Maercker; er besuchte das Gymnasium in Halberstadt und studierte ab 1861 an der Königlichen Universität Greifswald Chemie. Er wurde Mitglied des Corps Pomerania Greifswald war. Er beendete sein Studium an der Eberhard Karls Universität Tübingen. 1864 wurde er in Greifswald mit einer Dissertation über die Zersetzung von Kreatinin durch Salpetrige Säure zum Dr. phil. promoviert. Nach kurzer Tätigkeit am Greifswalder Universitätslaboratorium und an der Landwirtschaftlichen Versuchsstation Braunschweig ging er 1867 an die vor den Toren Göttingens gelegene Landwirtschaftliche Versuchsstation Weende. Unter der Ägide von Wilhelm Henneberg forschte er hier überwiegend auf dem Gebiet der Tierernährung.
1871 wurde Maercker zum Leiter der „Versuchsstation des landwirthschaftlichen Central-Vereins der Provinz Sachsen zu Halle-Saale“ berufen. Hier hat er drei Jahrzehnte als Forscher und Lehrer richtungweisend die Agrikulturchemie vertreten. 1872 habilitierte er sich und wirkte seitdem in Personalunion auch als außerordentlicher Professor für Agrikulturchemie und physiologische Chemie am Landwirtschaftlichen Institut der Universität Halle. Einen Ruf als ordentlicher Professor an die Universität Dorpat lehnte er 1872 ab, wofür er im gleichen Jahr zum außerordentlichen Professor in Halle ernannt wurde. 1892 erfolgte seine Ernennung zum ordentlichen Professor. Während seiner dreißigjährigen Amtszeit hat er die Versuchsstation in Halle zu einer der bedeutendsten landwirtschaftlichen Forschungsstätten in Deutschland ausgebaut.
Ab dem 1. Januar 1878 wurde er zusammen mit Max Delbrück Schriftleiter der Zeitschrift für Spiritusindustrie.
Sein Grab befindet sich auf dem halleschen Stadtgottesacker (Innenfeld II).

## Forschung
Während der ersten Jahre seiner Tätigkeit in Halle widmete sich Maercker bevorzugt der landwirtschaftlichen Technologie. 1877 erschien sein Handbuch der Spiritusfabrikation, das jahrzehntelang das maßgebende Standardwerk zur Brennerei gewesen ist. Später galt Maerckers Hauptinteresse der Mineraldüngung. In Gefäß- und Feldversuchen konnte er den hohen Düngerwert der Kalisalze nachweisen, die man als sogenannte Abraumsalze zunächst für wertlos gehalten hatte. Sein 1880 veröffentlichtes Buch Die Kalisalze und ihre Anwendung in der Landwirthschaft wurde eine erfolgreiche Werbeschrift für diesen neuen Dünger. Unterstützt von dem Landwirt Albert Schultz-Lupitz, der die Kalidüngung mit großem Erfolg auf seinem Gutsbetrieb durchführte, hat Maercker die breite Anwendung der Kalisalze in der landwirtschaftlichen Praxis entscheidend gefördert.
Als Erster hat Maercker auf den hohen Phosphorsäuregehalt der bei der Roheisengewinnung anfallenden Thomasschlacke hingewiesen. Als nach 1880 die feingemahlenen Schlacken als Düngemittel unter der Bezeichnung Thomasphosphat in den Handel kamen, konnte Maercker in langjährigen Versuchen die Rentabilität dieses Düngers nachweisen und damit dessen Anwendung in der landwirtschaftlichen Praxis beschleunigen.
Maercker war zuallererst ein praxisorientierter Forscher und Lehrer. Mit über 1000 Vorträgen in landwirtschaftlichen Vereinen und Institutionen hat er sich als „Bauernprofessor“ einen weithin bekannten Namen gemacht. Er begeisterte auch Landwirte dafür, auf ihren eigenen Feldern Düngungsversuche durchzuführen. Bei den von 1875 bis 1878 unter seiner Leitung in sächsischen Großbetrieben durchgeführten Kartoffel-Düngungsversuchen ließ er erstmals Wiederholungsparzellen anlegen. Damit konnte er die Versuchsergebnisse statistisch verrechnen und die Versuchsfehler erheblich vermindern. Den Wert dieser überregionalen Großversuche sah er vor allem darin, bei den Landwirten den Sinn für eigene Beobachtungen zu schärfen. Die Methodik der Feldversuche zu verbessern und damit auch die Glaubwürdigkeit ihrer Ergebnisse bei den Landwirten zu erhöhen, war ihm stets ein besonderes Anliegen.
1893 unternahm er eine dreimonatige Studienreise in die USA. Er besuchte die World Columbian Exposition und zahlreiche landwirtschaftliche Versuchsstationen und Lehranstalten. In seinem 1895 veröffentlichten Reisebericht Amerikanische Landwirtschaft und landwirtschaftliches Versuchs- und Unterrichtswesen zeigt er sich stark beeindruckt von der dort üblichen Verbindung der Versuchsstationen mit einer „Experimental-Farm“. In Anlehnung an das nordamerikanische Vorbild konnte er 1895 in Bad Lauchstädt bei Halle/S. eine Versuchswirtschaft einrichten und damit seine experimentellen Möglichkeiten für praxisorientierte Feldforschung erheblich ausweiten.

## Ehrungen
Für sein Wirken im Dienste des Landbaus erhielt Maercker mehrere königliche Orden. Er war Ehrenmitglied der Royal Society of Science in London und seit 1890 Geheimer Regierungsrat. 1886 wurde er in die Deutsche Akademie der Naturforscher Leopoldina gewählt. 1902 stiftete die Düngerabteilung der Deutschen Landwirtschafts-Gesellschaft eine Max Maercker-Medaille für wissenschaftliche Leistungen auf dem Gebiet des Landbaus. 1904 wurde auf dem Gelände der Versuchswirtschaft Bad Lauchstädt ein Maercker-Gedenkstein aufgestellt und 1905 vor dem Gebäude der Landwirtschaftskammer der Provinz Sachsen in Halle/S. ein Maercker-Denkmal eingeweiht. Zudem wurde in Halle in einem südlich der Altstadt gelegenen Eigenheim-Neubau-Gebiet auf einer ehemaligen Industriebrache eine Straße nach ihm benannt.

## Hauptwerke
- Handbuch der Spiritusfabrikation. Verlagsbuchhandlung Paul Parey Berlin 1877, 2. Aufl. 1880, 3. Aufl. 1883, 4. Aufl. 1886, 5. Aufl. 1890, 6. Aufl. 1894, 7. Aufl. 1898, 8. Aufl. 1903, 9. Aufl. 1908; die beiden letzten Auflagen wurden von Max Delbrück herausgegeben.
- Anleitung zum Brennereibetrieb. Praktischer Leitfaden für Brenner und zum Gebrauch an landwirtschaftlichen Lehranstalten. Verlagsbuchhandlung Paul Parey Berlin 1898, 2. Aufl. 1900, 3. Aufl. 1904, 4. Aufl. 1909; die beiden letzten Auflagen wurden von Max Delbrück u. a. herausgegeben = Thaer-Bibliothek Bd. 97.
- Die Kalisalze und ihre Anwendung in der Landwirthschaft. Verlagsbuchhandlung Paul Parey Berlin 1880.
- Die Kalidüngung in ihrem Werte für die Erhöhung und Verbilligung der landwirtschaftlichen Produktion. Verlagsbuchhandlung Paul Parey Berlin 1892, 2. neubearb. Aufl. 1893.
- Amerikanische Landwirtschaft und landwirtschaftliches Versuchs- und Unterrichtswesen. Persönliche Wahrnehmungen auf einer gelegentlich der Weltausstellung zu Chicago 1893 unternommenen Reise durch Amerika. Verlagsbuchhandlung Paul Parey Berlin 1895.